# Shiloh (Géorgie)
Pour les articles homonymes, voir Shiloh (homonymie).
Shiloh est une ville américaine située dans le comté de Harris, en Géorgie. Selon le recensement de 2020, sa population est de 402 habitants.